# دیشب باباتو دیدم آیدا
دیشب باباتو دیدم آیدا فیلمی با موضوعی اجتماعی از رسول صدرعاملی است.

## داستان فیلم
آیدا که دانش‌آموز سال دوم دبیرستان است، از زندگی و خانواده‌اش راضی است. در جریان امتحان‌های آخر سال، دوست و همکلاسی صمیمی‌اش ساناز به او می‌گوید که دیشب پدر و مادرش را دیده. این در حالی است که دیشب مادر او در خانه بوده، اما پدرش دیر به منزل آمده است. او از ساناز می‌رنجد و ساناز نیز اصراری نمی‌کند، اما آیدا به تدریج به رفتار پدرش مشکوک می‌شود.

## بازیگران
صوفی کیانی
خاطره اسدی
شاهرخ فروتنیان
شراره دولت‌آبادی
الهام پاوه‌نژاد
طناز طباطبایی

## نامزدی‌ها و جوایز
- جایزه بهترین فیلم بیستمین جشنواره فیلم کودک و نوجوان اصفهان[۱]
- جایزه بهترین فیلم مجمع سینمای کودک[۲]
- جایزه بهترین فیلمنامه مجمع سینمای کودک برای رسول صدرعاملی[۳]

## موسیقی متن
موسیقی متن فیلم توسط فریبرز لاچینی و با همکاری علیرضا لاچینی ساخته شده که آلبوم آن در سال ۱۳۸۷ توسط لاچینی مدیا عرضه شد. موسیقی متن فیلم با قطعه کوتاهی که توسط پیانو نواخته شده در تیتراژ شروع می‌شود.
| فهرست قطعه‌ها | فهرست قطعه‌ها       | فهرست قطعه‌ها |
| شماره        | نام                | مدت          |
| ------------ | ------------------ | ------------ |
| ۱.           | «آیدا»             | ۴:۴۷         |
| ۲.           | «برباد»            | ۳:۳۴         |
| ۳.           | «تلفن»             | ۰:۳۸         |
| ۴.           | «مشوش»             | ۰:۴۰         |
| ۵.           | «مادر شاید بداند»  | ۲:۵۲         |
| ۶.           | «یاد مهتاب»        | ۳:۴۴         |
| ۷.           | «تعقیب پدر»        | ۰:۵۶         |
| ۸.           | «جائی در این کوچه» | ۰:۳۶         |
| ۹.           | «آرایش»            | ۰:۳۴         |
| ۱۰.          | «زیر باران»        | ۱:۴۷         |
| ۱۱.          | «ویدیو کودکی»      | ۰:۴۱         |
| ۱۲.          | «روبرو شدن با او»  | ۰:۴۸         |
| مجموع مدت:   | مجموع مدت:         | ۲۱:۳۷        |